# Рак анального канала

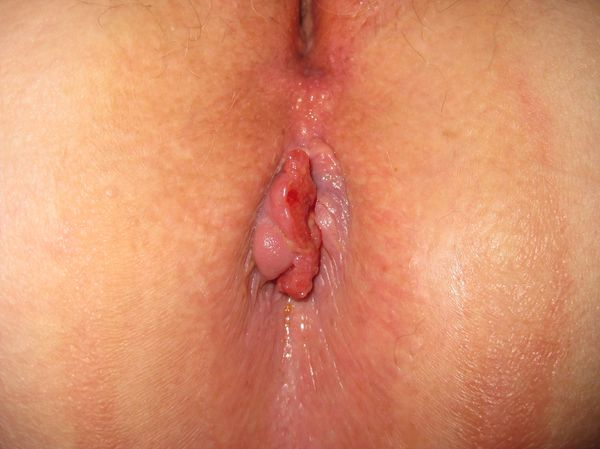
Рак анального канала

Рак анального канала — редкий вид рака, при котором злокачественная опухоль развивается в анальной области. Заболевание несколько чаще встречается у женщин, чем у мужчин.
Предполагаемые факторы риска анального рака включают вирус папилломы, постоянный анальный половой акт, курение и уже существующие долгосрочные проблемы со здоровьем в анальной области. У курильщиков вероятность развития болезни в четыре раза выше, чем у остального населения.
Лечение рака анального канала обычно проводится с помощью хирургического вмешательства, лучевой терапии и химиотерапии.
В целом, по оценкам, около 61% мужчин и 73% женщин справляются с раком анального канала. Симптомы могут включать кровотечение и боль.